# Boris Kibiriew
Boris Grigorjewicz Kibiriew (ros. Бори́с Григо́рьевич Ки́бирев, ur. 25 czerwca 1937 we wsi Sułtan-Jangi-Jurt w Dagestańskiej ASRR) – radziecki i rosyjski polityk.

## Życiorys
1960 ukończył Rostowski Instytut Inżynierów Transportu Drogowego, pracował w transporcie kolejowym w obwodzie czelabińskim i Kraju Krasnodarskim, od 1967 w KPZR. Od 1970 funkcjonariusz partyjny, 1978 ukończył Akademię Nauk Społecznych przy KC KPZR, 1986-1987 sekretarz Krasnodarskiego Komitetu Krajowego KPZR, od lipca 1987 do sierpnia 1991 II sekretarz Krasnodarskiego Komitetu Krajowego KPZR. 1990-1991 członek KC KPZR, 1991-1993 deputowany ludowy Federacji Rosyjskiej, od 17 grudnia 1995 deputowany do Dumy Państwowej, członek frakcji KPFR. 19 grudnia 1999 i 7 grudnia 2003 uzyskał reelekcję. Członek Prezydium Krasnodarskiego Krajowego Komitetu KPFR. Odznaczony Orderem Przyjaźni Narodów, Orderem Znak Honoru i medalami ZSRR.